# Seznam del Ivana Sivca
Ivan Sivec je najbolj plodovit in po podatkih COBISSa vedno med petimi najbolj branimi sodobnimi slovenskimi pisatelji. Napisal je več kot 100 knjig, na Radiu Ljubljana oz. Slovenija in v Slovenskih novicah pa objavil več kot 1200 reportaž.

### Literarna dela

#### Začetki
Najprej je začel objavljati krajše prispevke v nekdanjem Pionirskem listu in Cicibanu, pozneje pa je več let dopisoval v Gorenjski glas. Kot dijak je objavljal pravljice na Radiu Ljubljana (ur. Boža Novak), pozneje pa tudi humoreske (ur. Branko Šömen).

#### Zgodovinski romani
- Jutro ob kresu (1993) (COBISS)
- Krvava grajska svatba (1997) (COBISS)
- Kralj Samo (2010) (COBISS)
- Cesar Arnulf (2010) (COBISS)
- Kneginja Ema (2010) (COBISS)
- Ognjeni ruj (2011) (COBISS)
- Zelena solza (2011) (COBISS)
- Zadnji keltski poglavar (2014) (COBISS)
- Usodna emonska lepotica (2014) (COBISS)
- Burja nad mrzlo reko (2014) (COBISS)
- Atila, šiba božja (2014) (COBISS)
- Vitezi jutranje zarje (2016) (COBISS)
- Bleščeče celjske zvezde (2016) (COBISS)
- Kraljica s tremi kronami (2016) (COBISS)
- Samotna divja roža (2016) (COBISS)
- Poslednji celjski knez (2016) (COBISS)
- Zgodbe o celjskih grofih in knezih (2017) (COBISS)
- Ne pozabi najine ljubezni (2018) (COBISS)
- Karantanski rokopisi (2018) (COBISS)
- Izgubljeno srce (2019) (COBISS)

#### Biografski romani
- In večno bodo cvetele lipe (1991) (COBISS)
- Pesem je sonce (1994) (COBISS)
- Triglavski kralj (1994, ponatis 2001, 2013 in 2018) (COBISS)
- Biseri bolečine (1996, ponatis 2012) (COBISS)
- Umetnik z mehko dušo (1999)
- Hodim z rokami (1999) (COBISS)
- Mojster nebeške lepote (2001, ponatis 2002) (COBISS)
- Povest o Janezovi sreči (2002) (COBISS)
- Planinska roža (2004) (COBISS)
- Brodnikova oporoka (2006) (COBISS)
- Julija iz Sonetnega venca (2006) (COBISS)
- Slovenska pravljica Maksima Gasparija (2007) (COBISS)
- Prvi kranjski ropar (2007)  (COBISS)
- Kraljica Slovencev (2007) (COBISS)
- Kamen nad gladino (2007) (COBISS)
- Moji edini, ki jo ljubim (2008) (COBISS)
- Neznani znanci (2009) (COBISS)
- Moj ljubljeni Tartini (2012) (COBISS)
- Resnica o Prešernu (2017) (COBISS)
- Jože Lap: od pastirja do zlatomašnika (2017) (COBISS)
- Sanje, daljše od življenja (2018) (COBISS)

#### Zbirka Srečna družina
- Vlomilci delajo poleti (2004) (COBISS)
- Hišica v cvetju (2004) (COBISS)
- Božični studenec (2004) (COBISS)
- Ljubezen za eno poletje (2005) (COBISS)
- Bližnje srečanje z medvedko Pepco (2006) (COBISS)
- Cela Idrija nori (2007) (COBISS)
- Bomba na šoli (2008) (COBISS)
- Zakleta bajta (2009) (COBISS)
- Potopljeni vlak (2010) (COBISS)
- Princ na belem konju (2011) (COBISS)
- Dolenjska naveza (2012) (COBISS)
- Izgubljeni Prešeren (2012) (COBISS)
- Pustolovščina ob Soči (2014) (COBISS)
- Silvestrski poljub smrti (2015) (COBISS)
- Neverjetne počitnice (2016) (COBISS)
- Prikazen v plamenih (2017) (COBISS)
- Ubogi kuža (COBISS)

#### Socialno-psihološki romani
- Zadnji mega žur (2001, ponatis 2005) (COBISS)
- Noč po mega žuru (2001) (COBISS)
- Finta v levo (2002) (COBISS)
- Faktor X (2005) (COBISS)
- Jutri bom umrl (2007) (COBISS)
- Škorpijonov pik (2010) (COBISS)
- Pege na soncu (2014) (COBISS)

#### Pustolovski romani
- Pozabljeni zaklad (1987, ponatis 2001) (COBISS)
- Gusarji na obzorju (1991) (COBISS)
- Skrivnost zlate reke (1996, ponatis 2008) (COBISS)
- Krokarji viteza Erazma (1997) (COBISS)
- Čarobna violina (1998) (COBISS)
- Usodni pečat (2000) (COBISS)
- Kriva prisega (2002) (COBISS)
- Kapitanov ključ (2004) (COBISS)
- Prekletstvo zlata (2006) (COBISS)
- Prihajam vsak dan na breg (2016) (COBISS)

#### Potopisi
- Izgubljen na Aljaski (2005) (COBISS)
- Peklenski raj Namibije (2006) (COBISS)
- Potovanje na streho Evrope (2007)  (COBISS)
- Ranjeno drevo (2008) (COBISS)
- Najlepša božična pesem (2008) (COBISS)
- Ribčev dohtar (2009) (COBISS)
- Hudomušni ljubljanski hribolazec (2009) (COBISS)
- Zgodbe iz peska (2012) (COBISS)
- Srebrna praprot (2013) (COBISS)
- Zlato kraljestvo (2014) (COBISS)

#### Knjige s športno tematiko
- Netopir brez kril (1995) (COBISS)
- Beli mušketir (1995) (COBISS)
- Formula smrti (1997) (COBISS)
- Zelena kri (1998) (COBISS)
- Enajsta ovira (1999) (COBISS)

#### Kmečke povesti in romani
- Pesem njenih zvonov (1972, ponatis 1982, 1992 in 2011) (COBISS)
- Kdaj bo sneg skopnel (1972) (COBISS)
- Grenki kruh (1974) (COBISS)
- Korenine grunta (1974) (COBISS)
- Klic domače zemlje (1975) (COBISS)
- Pristrižene peruti (1976) (COBISS)
- Sonce vzhaja počasi (1979) (COBISS)
- Setev pomladnega vetra (1980) (COBISS)
- Tedaj so cvetele češnje (1982) (COBISS)
- Prve lastovke (1984) (COBISS)
- Beg pred senco (1986) (COBISS)
- Sneg v maju (2001) (COBISS)
- Lepše življenje (2001) (COBISS)

#### Knjige o glasbi
- Godec pred peklom (1989, ponatis 1994) (COBISS)
- Vsi najboljši muzikanti I. (1998)
- Brata Avsenik (1999) (COBISS)
- Godec v vicah (2000) (COBISS)
- Tisoč najlepših besedil (2002) (COBISS)
- Vsi najboljši muzikanti II. (2003)
- En godec nam gode (2004) (COBISS)
- Luč božične noči (2004) (COBISS)
- Kjer lastovke gnezdijo (2007) (COBISS)
- Godec v nebesih (2010) (COBISS)
- Najine sledi (2011) (COBISS)
- Pod cvetočimi kostanji (2011) (COBISS)
- Franc Mihelič: Glasba je moj čarobni svet (2014) (COBISS)
- Naš Mengeš (2015) (COBISS)
- Viharnik vrh gora (2015) (COBISS)
- Lojze Slak: Moje plošče so moje knjige (2017) (COBISS)

#### Spominska proza
- Kruh ponoči spi (1994) (COBISS)
- Vsak klas je zlat (1998) (COBISS)
- Zlati časi (2000) (COBISS)
- Male neumnosti (2003) (COBISS)
- Radioaktivni spomini (2008) (COBISS)
- Očetove zgodbe (2014) (COBISS)
- Kako se je Sivec pokvaril (2018) (COBISS)

#### Humorne pripovedi
- Ženin proti svoji volji (1991) (COBISS)
- Bog na dopustu (1994) (COBISS)
- Mojih prvih petdeset (1999) (COBISS)
- Dopust s taščo (2005) (COBISS)
- Sol življenja (2007) (COBISS)
- Kako sem postal slaven (2007) (COBISS)
- Male butale (2009) (COBISS)
- Mojih prvih šestdeset (2009) (COBISS)
- Mojih prvih sto (2010) (COBISS)
- S prijateljico v postelji (2017) (COBISS)

#### Slikanice za najmlajše
- Dober dan, palčki (1991) (COBISS)
- Petelinja drsalna šola (2005) (COBISS)
- Zabava na nebu (2006) (COBISS)
- Abeceda se potepa (2007) (COBISS)
- Prstani za princesko Francesko (2008) (COBISS)
- Dobra vila Valentina (2009) (COBISS)
- Palček Zalivalček (2010) (COBISS)
- Palček Volanček (2010) (COBISS)
- Čarobni trikotnik (2011) (COBISS)
- Ura je na morje šla (2017) (COBISS)

#### Knjige za mlajše bralce
- Pika in hišni robot xy-13 (2007) (COBISS)
- Počitnice na Marsu (2008) (COBISS)
- Po bučelah se vižej (2009) (COBISS)

#### Drugo
Ivan Sivec je pisec besedil za narodnozabavno glasbo in zabavno glasbo. Napisal je preko 2000 besedil, prejel je več nagrad na ptujskem, števerjanskem, graškogorskem, mariborskem festivalu in na drugih najpomembnejših tekmovanjih narodnozabavne in zabavne glasbe. Napisal je več besedil za Avsenike, Heleno Blagne, Igorja in zlate zvoke, Pogum, Ptujskih pet, Slaka, Štajerskih sedem, Vrisk in še mnoge druge.
- Ajda na polju : sto petdeset naslovov knjig in sto petdeset izbranih besedil (2021)

## Drame in dramatizacije
1. Pesem njenih zvonov, dramatizirala Marija Rantaša, 1981
2. Seme v vetru, izvirna TV igra, 1986
3. Disko pod vaško lipo, izvirna odrska igra 1985, veseloigra v treh dejanjih, s petjem, glasbo in pretepi, sedemindvajsetkrat uprizorjena v sezoni 1978/88 (Šentjakobsko gledališče) in večkrat druga amaterska gledališča po Sloveniji
4. Pozabljeni zaklad, rad. nad. Trst A, 4 deli—dram. M. Prepeluh,1989
5. Gusarji na obzorju, rad. nad. Trst A, 4 deli—dram. M. Prepeluh, 1991
6. Luč božične noči, izvirna radijska igra, izvedeno Trst A, 1995
7. Skrivnost zlate reke, rad. nadaljevanka, Trst A, 4 deli, 1998
8. Valči Ravbar je pripravila za radijsko pripoved v režiji Metke Rojc Gusarje na obzorju - 7. nadaljevanj. Nadaljevanka je bila predvajana avgusta 2001. Knjigo je prebiral Boris Kralj. Posneto je bilo namreč že leta 1991.

## Magistrska naloga
Na etnologiji je magistrsko nalogo iz evropskega fenomena bratov Avsenik - prvi v Sloveniji je znanstveno opredelil ta pojav. Naslov magisterija: Fenomen ansambla bratov Avsenik, Filozofska fakulteta, 1999.

## Kasete in zgoščenke
1. Štirje škratje Mehkobradje, Dokumentarna, 1983
2. Prigode palčkov Poljančkov, Založba Obzorja, 1987
3. Sedem pravljic, založba Sraka, 1991
4. Šest pravljic, založba Sraka, 1992
5. Osem pravljic iz družine Vipi, Sraka, 1996
6. Od Avsenika do Slaka z najlepšimi besedili I. Sivca, ZKP RTV SLO, 1989, kaseta
7. Šopek popevk z najlepšimi besedili I. Sivca, ZKP RTV SLO, 1989, kaseta
8. Pesmi-ce za Barbaro, Tomaž Habe, avtor glasbe, Ivan Sivec, avtor besedil, Samozaložba, Domžale, 1993.
9. Najlepše popevke z besedili I. Sivca, ZKP RTV SLO, 1999, zgoščenka
10. Najlepše polke in valčki z besedili I. Sivca, ZKP RTV SLO, 1999, zgoščenka
11. Pesem prijateljstvo rodi, ZKP RTV SLO, 2006, zgoščenka